# Julián Romero et son Saint Patron
Julián Romero et son Saint Patron (en espagnol : Julián Romero y su santo patrono) est un tableau peint à l'huile entre 1612 et 1618 par un suiveur du Greco. Il figure au numéro 155 dans catalogue des œuvres de ce peintre, réalisé par son spécialiste Harold Wethey, et est conservé au musée du Prado de Madrid.

## Sujet
Romero était un chef militaire qui a servi en tant que maestre de campo (en) dans l'armée de Philippe II d'Espagne.

## Historique
Le tableau a probablement été commandé par la fille de Julián Romero comme peinture votive devant être placée à côté de l'autel au lieu de la plaque funéraire.[réf. nécessaire]

## Description
Le tableau représente le héros militaire espagnol Julián Romero, identifié par une inscription à la base de la colonne, agenouillé en prière accompagné et présenté par son saint patron en armure, Julien l'Hospitalier (parfois confondu avec saint Louis en raison de la fleur de lys sur sa cape, ou avec saint Théodore),,.
El Greco a changé le caractère d'un chevalier guerrier en un homme spirituel. Elle le montre agenouillé, plongé dans une prière fervente, dans un grand manteau blanc, largement étalé et presque sans plis, formant une pyramide se terminant par la tête de Romero.
À sa droite se tient un homme en armure noire. Le visage du saint est baigné de lumière, les yeux larmoyants sont dirigés vers le ciel avec la même ferveur que l'on peut observer chez tous les saints peints par El Greco. L'armure du chevalier est identique à celle du tableau L'Enterrement du comte Orgaz. Le geste attentionné des mains du saint patron est caractéristique du travail de l'artiste : une main est posée sur l'épaule de Romero, l'autre, main longue et courbée n'a qu'un seul doigt tendu, ne touche à rien.
L'inscription a été ajoutée plus tard. Elle décrit Romero comme « Julian Romero des Exploits, né à Antequera, Commandeur de l'Ordre de San Tiago et Maistre de Campo dans l'armée en Italie et en Flandre, dont les actes étaient légendaires »,.

## Analyse
Cette toile est inhabituelle dans le corpus des portraits du Greco, car c'est la seule dans laquelle deux personnages en pied sont représentés, et elle est également inhabituelle pour sa finition picturale.
Selon Josep Gudiol, la technique est inhabituelle en raison de sa douceur inhabituelle. Cependant, tant le dessin général que la forme et l'expression sont admirables, et le sens de l'éloquence des deux personnages est très typique du maître crétois.

## Attribution
Selon Harold Wethey, il s'agit d'une œuvre du Greco, en collaboration avec son atelier. La finition trop sèche explique pourquoi plusieurs critiques doutent de l'attribution de cette œuvre au maître crétois, mais la dernière restauration a mis en évidence sa qualité.

## Provenance
Le tableau a été successivement dans la collection :
- du marquis de Lugros, Alcalá la Real (avant 1890) ;
- de Leopoldo Eguilaz, Grenade ;
- de Luis de Errazu y Rubio de Tejada, Paris (jusqu'en 1926, où le tableau est légué au musée du Prado)[10].